# Elles Dambrink
Elles Dambrink, född 22 juni 2003 i Ouderkerk aan den IJssel, är en nederländsk volleybollspelare (passare). Hon spelar sedan 2023 för tyska Schweriner SC och sedan 2021 för seniorlandslaget. Tidigare har hon spelat för Team 22 och Laudame Financials VCN.